# Helen Hyde
Helen Hyde née le 6 avril 1868 à Lima dans l'État de New York et décédée le 13 mai 1919 à Pasadena, est une graveuse et peintre. Elle est surtout connue pour ses eaux-fortes et gravures sur bois mettant en scène des femmes et des enfants japonais.

## Biographie

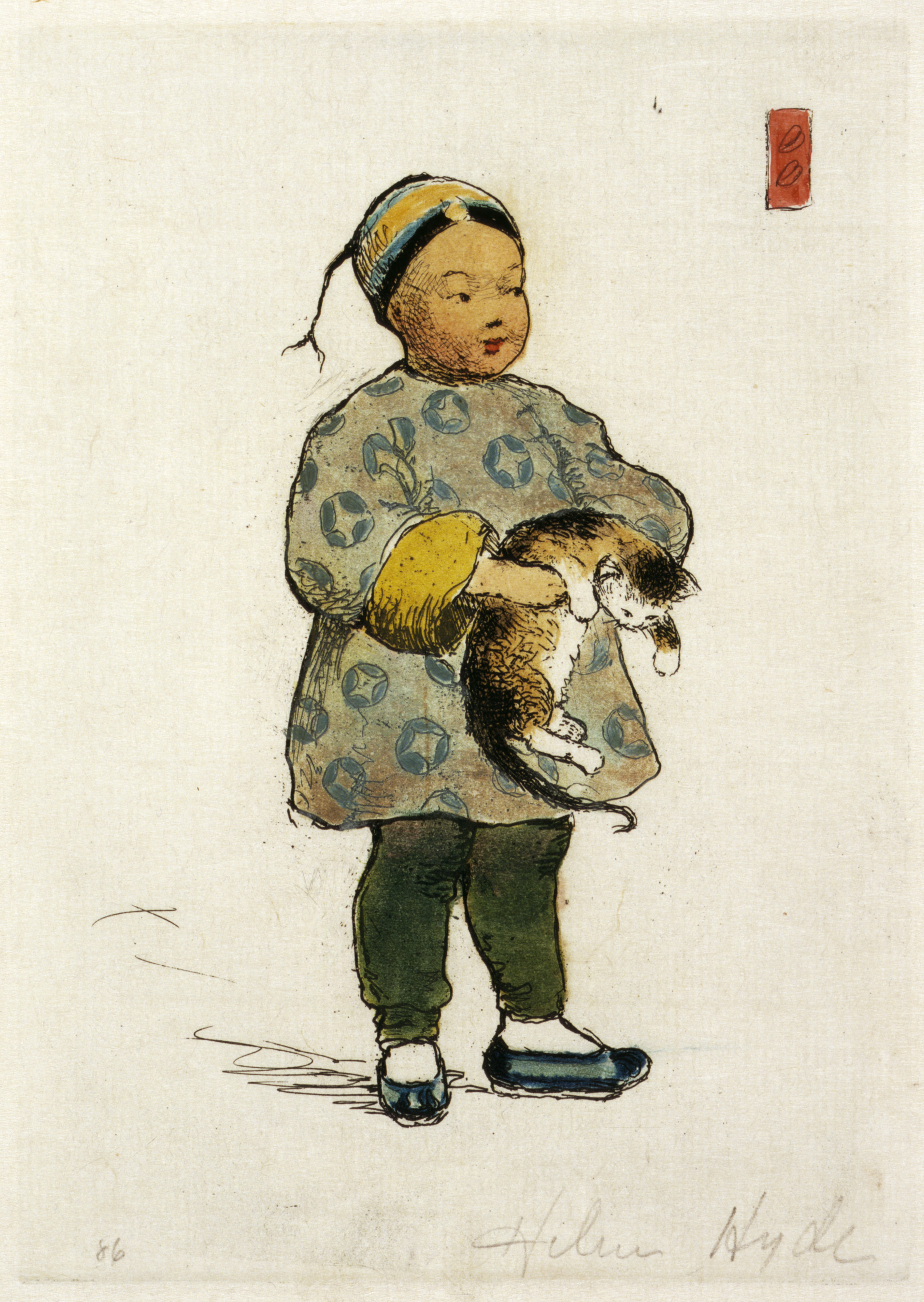
Le chat et chérubin, San Francisco, Chinatown, 1897

### Jeunesse et formation aux États-Unis
Helen Hyde est la petite-fille de pionniers américains, ayant traversé le continent dans un chariot bâché pendant la période de la ruée vers l'or en Californie, vers 1850. Par la suite, sa mère était rentrée dans la maison familiale, située dans la petite ville de Lima (État de New York), près de Rochester, où elle donna naissance à Helen le 6 octobre 1868. Elles retournent en Californie en 1870, et Helen y passe alors son adolescence. Son père était ingénieur, constructeur de voies ferrées, mais également lobbyiste politique.
Elle commence à s'initier à l'art dès ses 12 ans, avec son voisin Ferdinand Richardt, un artiste américano-danois, et peint avec lui jusqu’à ses 14 ans. Après la mort de son père en 1882, Helen Hyde et sa famille déménagent dans une maison mise à leur disposition par leur tante Augusta Bixler à San Francisco. Par la suite, Helen et sa mère déménagent à Philadelphie. Entre 1882 et 1888, Helen Hyde reçoit son diplôme de l'école pour filles "Wellesley School", puis elle étudie au San Francisco Art Institute sous la direction du peintre américain Emil Carlsen. Entre 1888 et 1889, elle étudie brièvement à la Art Students League of New York.

### Formation en Europe
En 1890, Helen Hyde part voyager et étudier en Europe avec sa jeune sœur Mable.
Elle développe ses talents artistiques à travers ses études auprès de Franz Skarbina à l'Université des arts de Berlin, pendant un an, puis de 1891 à 1894, elle étudie avec Raphaël Collin, Albert Sterner et Félix Régamey à Paris. À travers sa large collection d'art japonais, Régamey fait découvrir à Helen le mouvement artistique dit du japonisme, qui était à son apogée à Paris durant cette période. À Paris, Helen Hyde visita une exposition des peintures de Mary Cassatt, une impressionniste américaine, qui l'influencèrent largement dans sa décision de focaliser son travail sur le Japon. En effet, les travaux de Mary Cassatt sont d'inspiration japonaise, et représentent souvent des femmes et des enfants.
En 1894, Helen Hyde rentre en Californie après que ses œuvres aient été refusées du salon de Paris. Elle produit alors 21 eaux-fortes en couleurs, représentant des portraits de femmes et d'enfants du quartier de Chinatown à San Francisco. Ces réalisations rencontrèrent un certain succès auprès du public. Elle fréquente un club de dessin, où elle rencontre Josephine Hyde, avec qui elle deviendra amie. Ensemble, elles perfectionnent leur maîtrise de l'eau-forte en couleurs.

### Formation et carrière au Japon

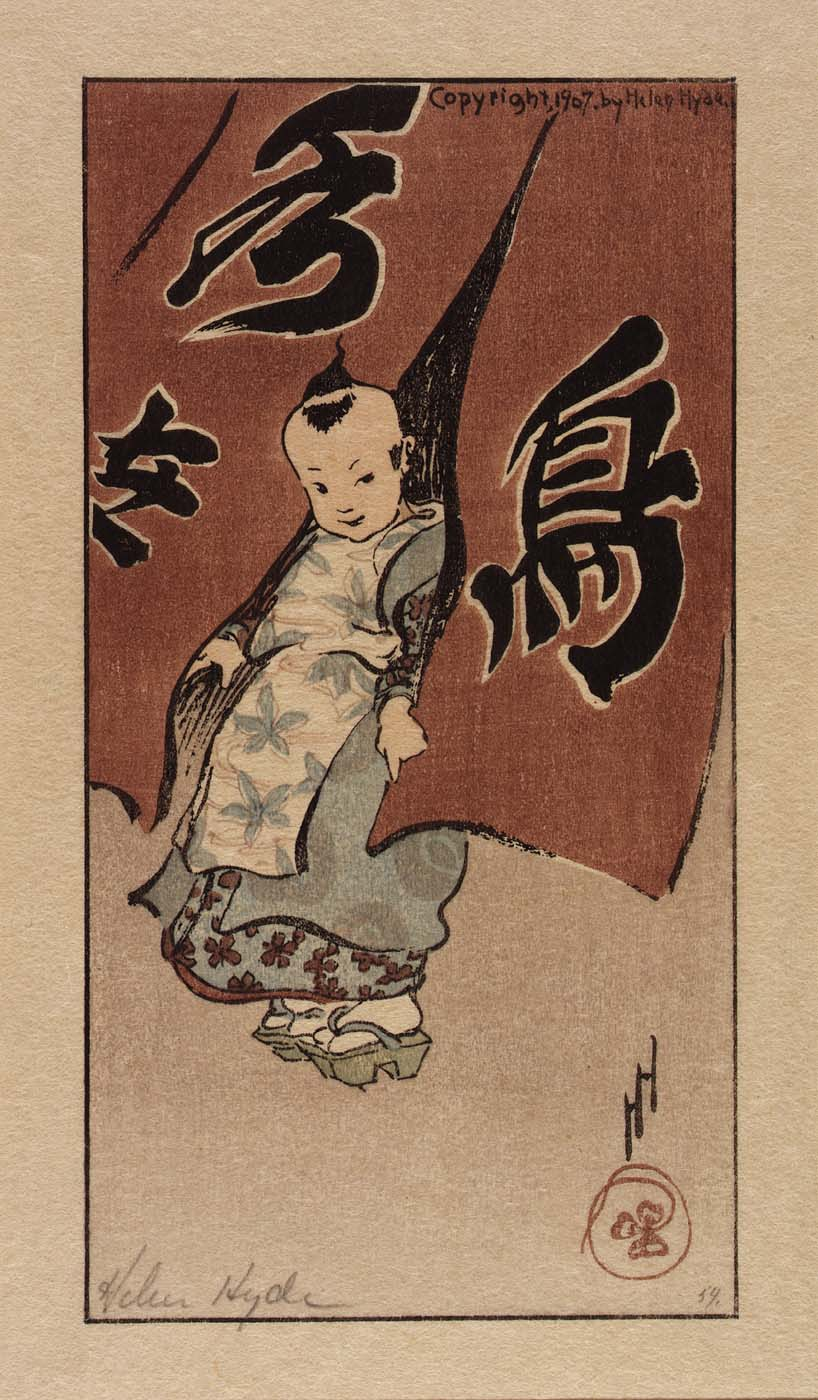
Le rideau rouge, 1907

En 1899, Helen et Josephine partent ensemble au Japon, où elles s'installent dans un premier temps à Nikko, pour y étudier les techniques de peinture locales. Helen y rencontre Ernest Fenollosa, un adepte des arts asiatiques, qui aura une grande influence sur son travail.
Josephine Hyde rentra en Amérique et abandonna sa carrière artistique, alors qu'Helen Hyde resta encore au Japon afin d'y apprendre la technique d'impression sur bois en couleur. Si elle commence par faire produire les blocs de bois par des employés du marchand d'art Bunshichi Kobayashi, elle décide d'étudier elle-même cette technique notamment auprès d'Emil Orlik, un artiste européen vivant au Japon, ainsi qu'auprès du célèbre maître de l'école Kanō, Kano Tomonobu. Grâce à l'aide et aux encouragements de Tomonobu, son impression "un monarque du Japon" est exposé en 1901 à la 10e exposition de Nihon Kaiga Kyokai, où il sera récompensé.
Helen Hyde s'enorgueillissait d'avoir pu accéder à l'indépendance financière grâce à son art. Ses œuvres étaient vendues à San Francisco, ainsi que dans la galerie du célèbre William Macbeth à New York, pour un prix variant entre 2 $ et 15 $ pièce. Ses impressions étaient tirées à 200 exemplaires au maximum, et elle en a produit 67 différents. Aussi estime-t-on qu'en 1914, elle devait avoir produit environ 16 000 impressions. Elle employait des artisans japonais pour réaliser ses gravures sur bois : Shohiro Murate était l'un d'entre eux, et il travailla avec Helen onze années durant.
Helen Hyde vécut au Japon de 1903 à 1913, où elle habita Tokyo, et y redonna ses lettres de noblesse à l'impression sur bois. Durant cette période, elle voyagea beaucoup, en Chine, en Inde et au Mexique, et réalisa des œuvres relatant ces voyages.

### Le retour aux États-Unis

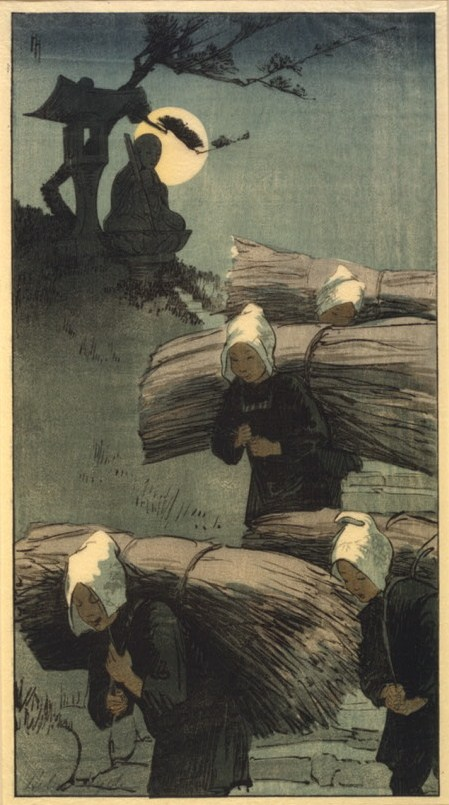
Agricultrices portant des fagots, passant devant un sanctuaire, 1907

En 1914, alors qu'elle se sait malade d'un cancer depuis déjà 1910, Helen Hyde quitte le Japon pour regagner les États-Unis, où elle habite dans un premier temps à Chicago et fréquente l'atelier de Bertha Jaques.
Elle reçoit la médaille de bronze de l'exposition internationale Panama-pacifique en 1914, puis elle expose à Chicago et en Caroline du Sud. Durant les années qui suivent son retour aux États-Unis, Helen Hyde continue à produire quelques impressions sur bois, et visite notamment la colonie d'artistes de Provincetown où cette technique était très populaire auprès de certains artistes.
Elle décède le 13 mai 1919 à Pasadena en Californie, dans la maison de sa sœur cadette. Elle est enterrée au Mountain View Cemetery d'Oakland.

## Œuvre
L'œuvre d'Helen Hyde tourne autour de la représentation de femmes et d'enfants dans différentes situations de la vie courante ; des femmes travaillant, des nourrissons sous la protection de leur maman, des enfants jouant, des femmes à l'intérieur de leur foyer. L'absence d'hommes permet au spectateur de s'immerger totalement dans un monde féminin et enfantin. Les couleurs subtiles de ses tableaux ainsi que leur composition harmonieuse sont en accord avec le thème de prédilection de l'artiste.
Helen Hyde cita d'ailleurs un jour une amie gynécologue avec qui elle avait passé l'été 1913, et qui affirmait qu'il n'y avait rien que les femmes ne puissent faire sans l'aide des hommes, ne serait-ce qu'avoir un enfant. Cette dernière plaisanta également en disant que les femmes devaient donner l'impression aux hommes qu'elles avaient besoin de leur aide, afin de les faire se sentir utiles dans ce monde.
Ainsi, l'œuvre d'Helen Hyde reflète son propre mode de vie : elle y montre des femmes indépendantes, travaillant à leur propre compte.

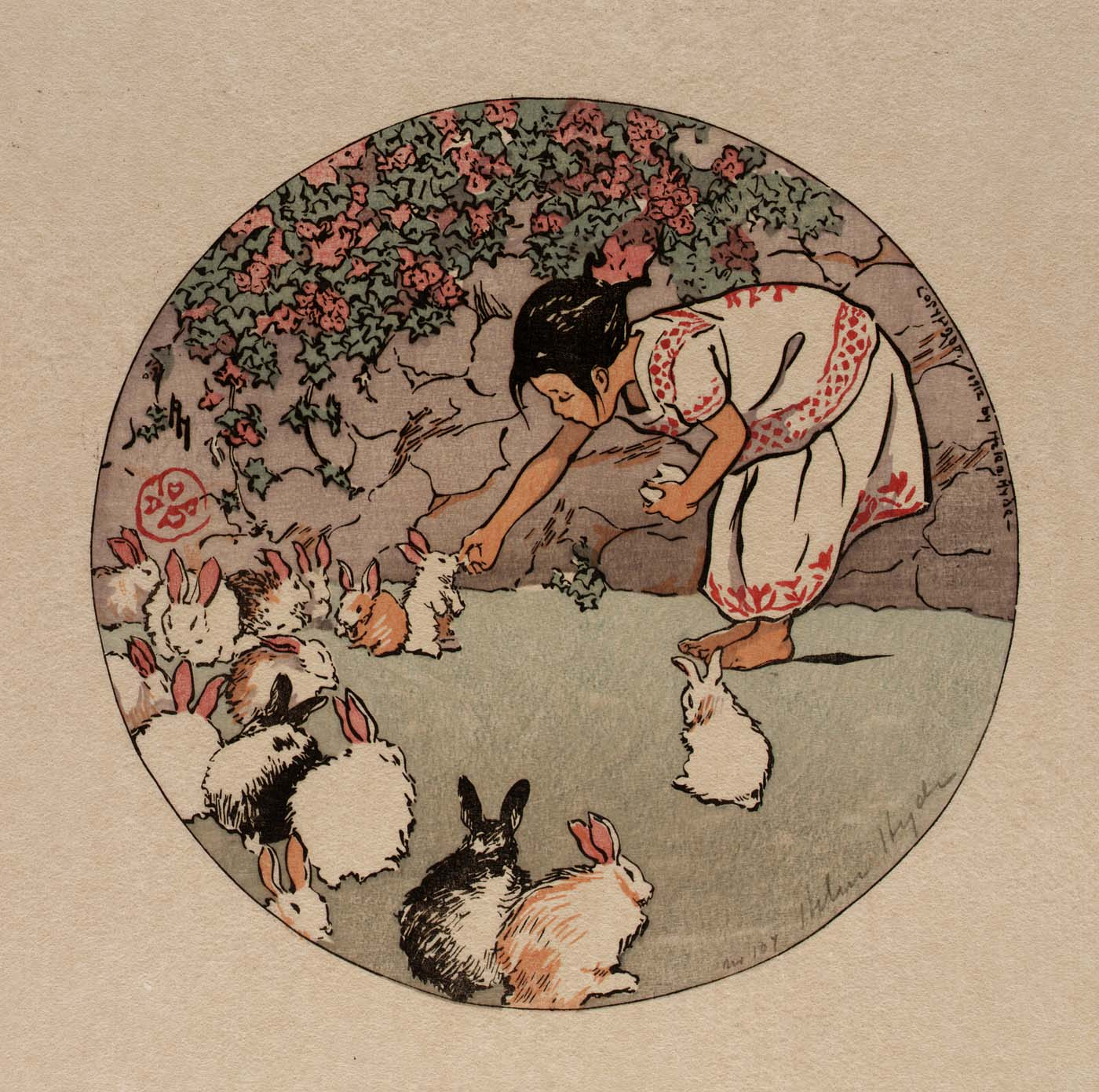
En train de nourrir les lapins, 1912.

Si la majeure partie de ses gravures dépeint la vie japonaise, Helen Hyde a également produit une série importante de scènes se déroulant au Mexique, ainsi qu'aux États-Unis.
Helen Hyde était contre la mode européenne d'alors qui esthétisait la femme japonaise : les représentations de geishas florissaient en Occident, tandis que l'artiste s'efforçait de représenter des femmes modestes, au labeur, ou dans des situations très banales de la vie quotidienne. Malgré tout, si elle échappe à ce cliché de la geisha, elle n'échappe pas à une autre forme d'esthétisation, puisqu'elle représente ses sujets dans un monde idéalisé, décoré de pruniers en fleurs et d'autres images d'Épinal[source détournée].
Les impressions d'Helen Hyde sont toujours vendues dans les galeries d'art, et la bibliothèque du Congrès à Washington D.C. possède une grande collection de ses travaux.
Des œuvres d'Helen Hyde peuvent être vues au Smithsonian American Art Museum à Washington D.C..
Deux de ses travaux ayant été récompensés sont intitulés "A Monarch of Japan" (Un monarque du Japon) et "Baby Talk" (Babillage). Ils sont aujourd’hui visibles au Smithsonian American Art Museum.

## Expositions et rétrospectives

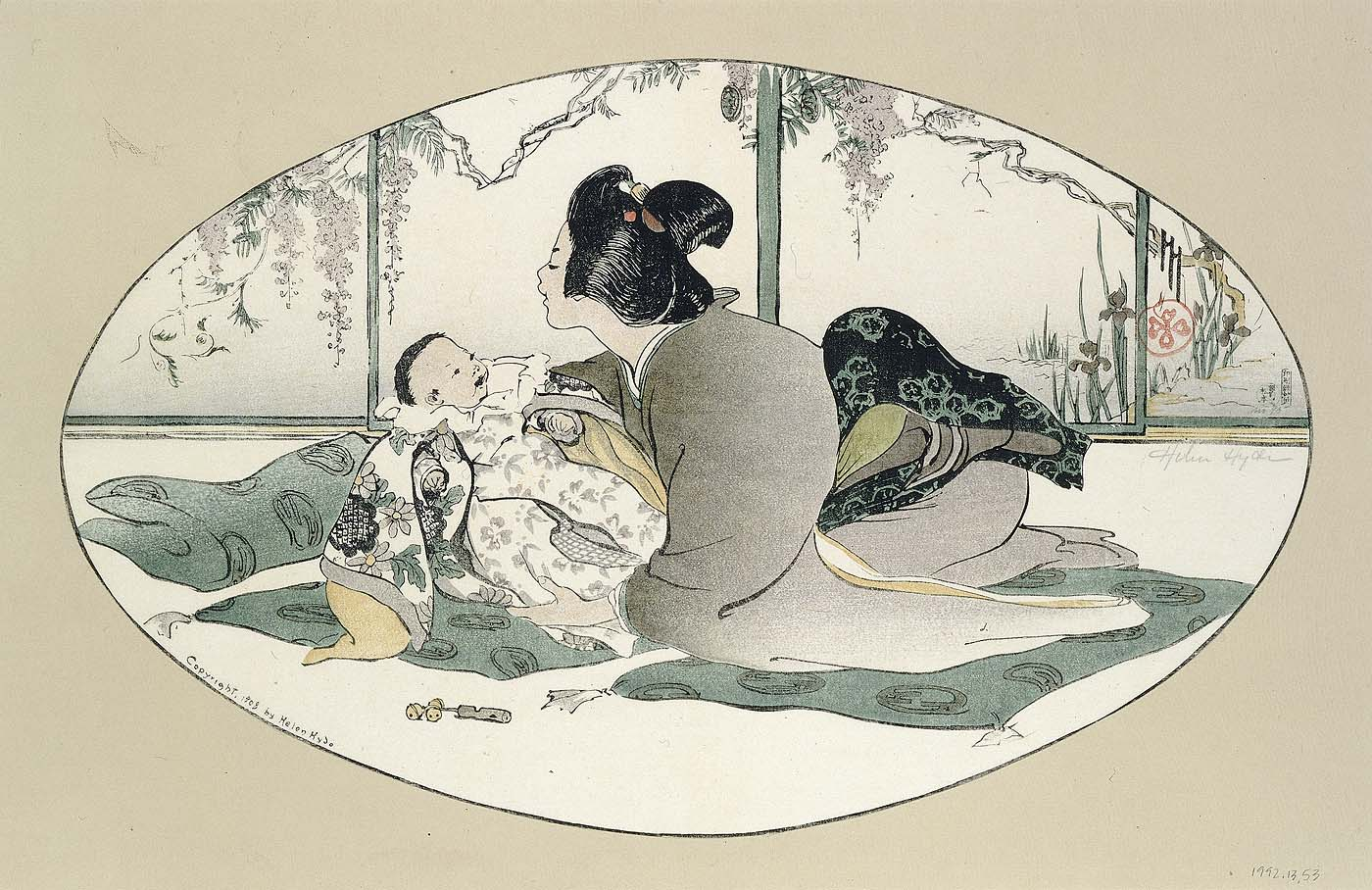
Baby Talk (Babillage), 1908, médaille d'or à l'exposition Alaska-Yukon-Pacific en 1909

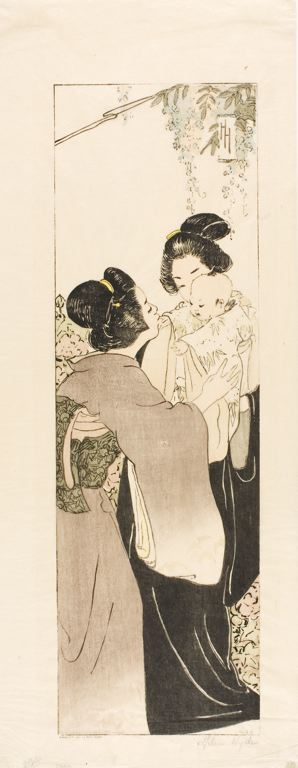
Un monarque du Japon, 1901, récompensé à l'exposition de Nihon Kaiga Kyokai en 1901

- California Midwinter International Exposition (en)[11] en 1894 ;
- Mechanics' Institute (en), San Francisco en 1896 ;
- Mark Hopkins Art Institute en 1898 ;
- Exposition pan-américaine de Buffalo, en 1901[12] ;
- 10ème exposition de Nihon Kaiga Kyokai, en 1901 (récompense pour Un monarque du Japon) ;
- Exposition universelle de Saint Louis en 1904 ;[réf. souhaitée]
- Alaska–Yukon–Pacific Exposition (en), Seattle en 1909 (médaille d'or pour Baby Talk (Babillage)) ;
- Chicago Society of Etchers, entre 1911 et 1919 ;
- Exposition au Newark Museum en 1913[12] ;
- Salon de Paris en 1913 et en 1914 ;
- California Society of Etchers, entre 1913 et 1918 ;
- Pennsylvania Academy of the Fine Arts en 1915 ;
- Exposition internationale de Panama-Pacific, San Francisco en 1915 (médaille de bronze) ;
- Art Institute of Chicago en 1916 puis en 1920 pour une exposition posthume de ses œuvres ;
- Detroit Institute of Arts en 1919[12] ;
- New York Public Library en 1921, pour une exposition sur les gravures sur bois américaines contemporaines[12] ;
- Université d'Oregon en 1927 pour une rétrospective[12] ;
- Bibliothèque nationale de France en 1928 pour une exposition de la « Gravure koderne américaine »[12] ;
- Musée d'art d'Indianapolis en 1929, pour l'exposition « Color prints by Helen Hyde and Etchings by Bertha E. Jaques »[13] ;
- Musée d'art d'Indianapolis en 1992, pour l'exposition « Woodcuts by women »[13].